# John Francis Barnett

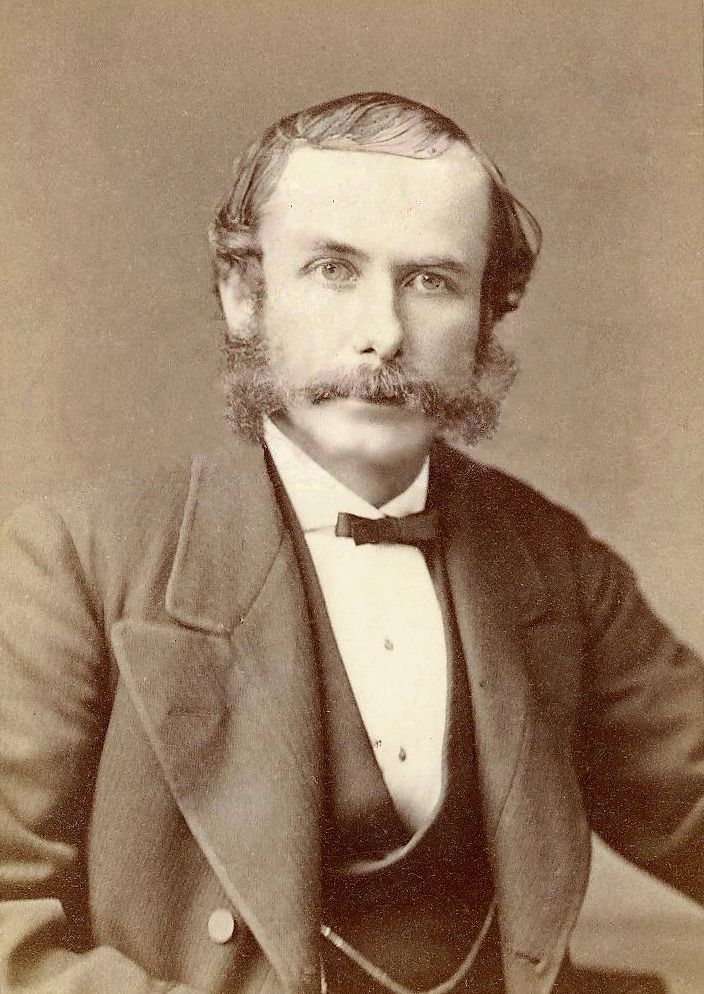
John Francis Barnett.

John Francis Barnett, född den 16 oktober 1837 i London, död den 24 oktober 1916, var en engelsk pianist och kompositör, brorson till John Barnett.
Barnett uppträdde redan 1853 offentligt som virtuos och komponerade symfoni, uvertyrer, kammarmusik, kantater och oratoriet The raising of Lazarus.